# Мішел Мітчелл (стрибунка у воду)
Мішел Мітчелл (англ. Michele Mitchell; нар. 10 січня 1962) — американська стрибунка у воду.
Призерка Олімпійських Ігор 1984, 1988 років.
Переможниця Панамериканських ігор 1987 року.